# Jan Kamieński (zm. 1644)
Jan Kamieński herbu Ślepowron (zm. w 1644 roku) – kasztelan mścisławski w latach 1643-1644, podczaszy mścisławski w latach 1635-1643.
Poseł na sejm 1638 roku, sejm 1641 roku.